# Liste der Hochhäuser in Mannheim

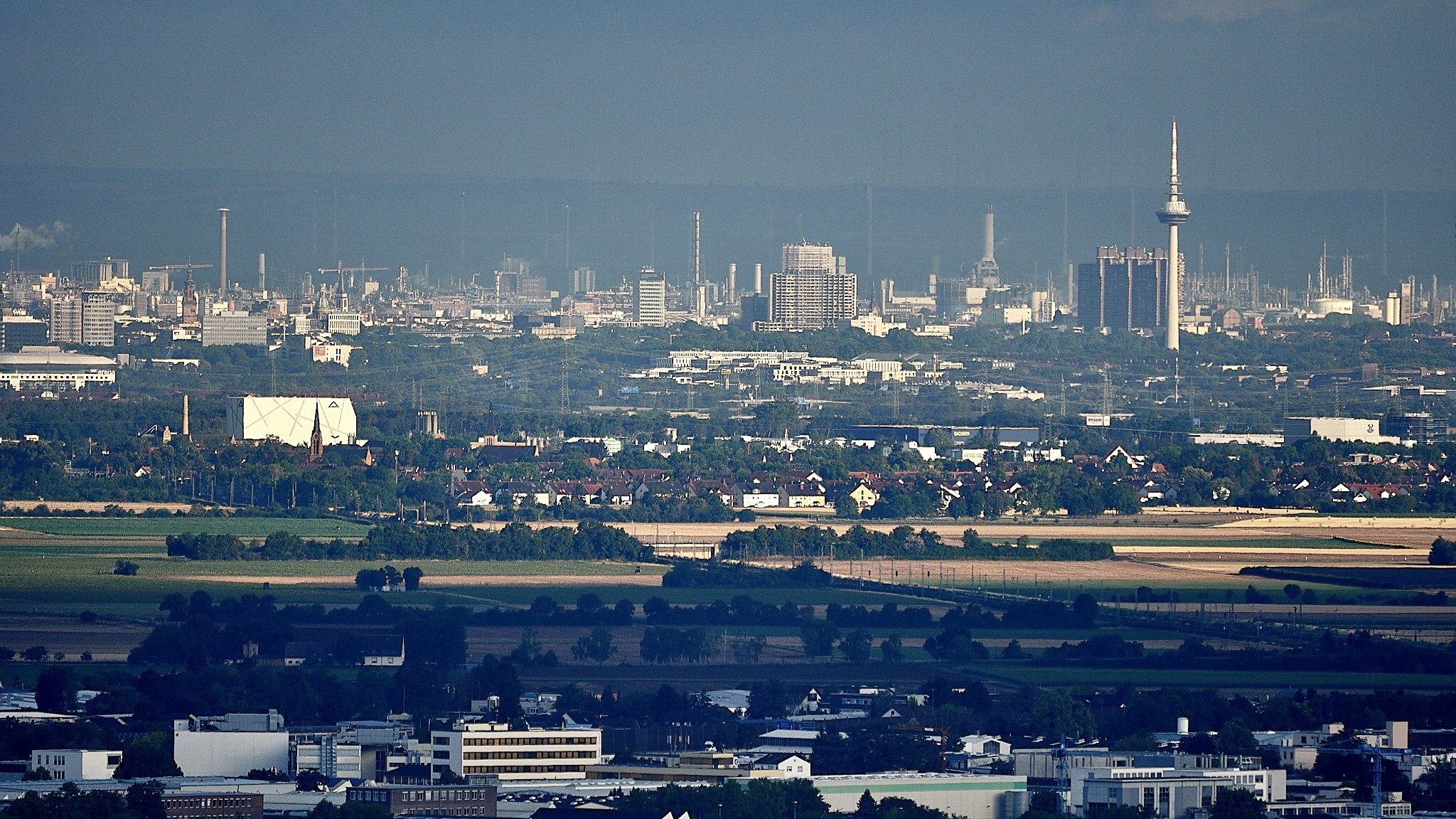
Die „Skyline“ Mannheims, mitsamt Mannheimer Versicherungen-Hauptgebäude, MVV-Hochhaus, Collini-Center und NUB (von links nach rechts) sowie Ludwigshafener Hochhäusern in zweiter Reihe, von Heidelberg aus betrachtet

Die Liste der Hochhäuser in Mannheim zählt alle Hochhäuser der baden-württembergischen Stadt Mannheim über einer Höhe von 50 m auf.
Wolkenkratzer gibt es in Mannheim nicht, da kein Hochhaus der Städte eine Dachhöhe von 150 Metern erreicht. Diese Höhe wird üblicherweise als Kriterium für Wolkenkratzer herangezogen.
Der Fernmeldeturm Mannheim mit einer Höhe von 217,8 Metern und der Wasserturm Mannheim sowie der Wasserturm Luzenberg mit Höhen von 60 bzw. 52 Metern sind keine Hochhäuser im eigentlichen Sinne und fehlen demnach in der Liste. Auch die Kirchen Konkordienkirche, Jesuitenkirche, Heilig-Geist-Kirche, Christuskirche, Lutherkirche, St. Peter und St. Bonifatius werden nicht berücksichtigt.
Von den meisten übrigen Städten Baden-Württembergs unterscheidet sich Mannheim durch eine höhere Hochhaus-Dichte. So liegen 5 der 6 höchsten Hochhäuser des Bundeslands in Mannheim. Ähnliches gilt für das Stadtbild der rheinland-pfälzischen Schwesterstadt Ludwigshafen am Rhein, sodass in Nähe das Rheins Hochhäuser beider Städte teilweise das Bild eines gemeinsamen Ensembles abgeben.

## Liste
| Nr. | Name                                     | Höhe  | Etagen | Baujahr | Architekten                                               | Nutzung    | Adresse                                      | Bild |
| --- | ---------------------------------------- | ----- | ------ | ------- | --------------------------------------------------------- | ---------- | -------------------------------------------- | --- |
| 1   | Collini-Center                           | 102 m | 32     | 1975    | Karl Schmucker                                            | Wohnungen  | Schwetzingerstadt/Oststadt, Collinistraße 5  | |
| 2   | Neckaruferbebauung Nord 1                | 100 m | 30     | 1975    | Karl Schmucker                                            | Wohnungen  | Neckarstadt-Ost, Neckarpromenade 9           | |
| 2   | Neckaruferbebauung Nord 2                | 100 m | 30     | 1975    | Karl Schmucker                                            | Wohnungen  | Neckarstadt-Ost, Neckarpromenade 15          | |
| 2   | Neckaruferbebauung Nord 3                | 100 m | 30     | 1975    | Karl Schmucker                                            | Wohnungen  | Neckarstadt-Ost, Neckarpromenade 25          | |
| 5   | Victoria-Turm                            | 97 m  | 27     | 2001    | Albert Speer & Partner                                    | Büro       | Lindenhof, Am Victoria-Turm 1                | |
| 6   | Geraer Ring 10                           | 86 m  | 24     | 1967    |                                                           | Wohnungen  | Vogelstang, Geraer Ring 10                   | Bild gesucht Der Benutzer Graf Foto wünscht sich an dieser Stelle ein Bild vom hier behandelten Ort. Motiv: Bild vom Haus, Geraer Ring 2, Mannheim Falls du dabei helfen möchtest, erklärt die Anleitung , wie das geht. BW        |
| 7   | Freiberger Ring 3                        | 83 m  | 23     | 1967    |                                                           | Wohnungen  | Vogelstang, Freiberger Ring 3                | |
| 7   | Geraer Ring 2                            | 83 m  | 23     | 1967    |                                                           | Wohnungen  | Vogelstang, Geraer Ring 2                    | |
| 9   | Hauptgebäude der Mannheimer Versicherung | 65 m  | 15     | 1991    | Murphy/Jahn                                               | Büro       | Schwetzingerstadt/Oststadt, Augustaanlage 66 | |
| 10  | MVV-Hochhaus                             | 61 m  | 17     | 1961    | Albrecht Lange, Hans Mitzlaff, Karl und Wilhelm Schmucker | Büro       | Innenstadt/Jungbusch, Luisenring 49          | |
| 11  | Neues Technisches Rathaus                | 56 m  | 14     | 2021    | Schneider + Schumacher                                    | Verwaltung | Lindenhof, Glücksteinallee 9                 | |
| 12  | No. 1                                    | 53 m  | 15     | 2019    | Rübsamen & Partner                                        | Büro       | Lindenhof, Lindenhofplatz                    | |
| 13  | Hoch 4                                   | 53 m  | 13     | 2020    | Sacker                                                    | Büro       | Lindenhof, Glücksteinallee 21–35             | |
| 14  | Haus Oberrhein                           | 50 m  | 14     | 1959    |                                                           | Büro       | Innenstadt/Jungbusch, Rheinvorlandstraße 5   | Bild gesucht Der Benutzer Graf Foto wünscht sich an dieser Stelle ein Bild vom hier behandelten Ort. Motiv: Bild vom Haus, Rheinvorlandstraße 5, Mannheim Falls du dabei helfen möchtest, erklärt die Anleitung , wie das geht. BW |

## Geplante oder in Bau befindliche Hochhäuser in Mannheim
| Name                | Höhe   | Etagen | Baubeginn | Geplante Fertigstellung | Architekten     | Nutzung   | Adresse                                         |
| ------------------- | ------ | ------ | --------- | ----------------------- | --------------- | --------- | ----------------------------------------------- |
| Augustaanlage 65/67 | 65 m   | 17     |           |                         | BSS Architekten | Büro      | Schwetzingerstadt/Oststadt, Augustaanlage 65/67 |
| O                   | 53,5 m | 15     |           | 2025                    | MVRDV           | Wohnungen | Käfertal, Wohnquartier Franklin                 |
| M                   | 53,5 m | 15     |           |                         | MVRDV           | Wohnungen | Käfertal, Wohnquartier Franklin                 |
| Loksite             | 52,5 m |        |           | 2023                    | Lepel & Lepel   | Büro      | Lindenhof, Glückstein - Quartier                |